# Lorenza Villegas de Santos
Villegas  Restrepo est un nom espagnol. Le premier nom de famille, en général paternel, est Villegas ; le second, en général maternel, souvent omis, est Restrepo.
Ana Lorenza Villegas Restrepo, dite Villegas (épouse) de Santos, née le 5 octobre 1899 à Santa Rosa de Cabal  et morte le 25 mars 1960 à New York, une dirigeante civique colombienne et la Première dame de Colombie de 1938 à 1942 en tant qu'épouse du 15e président de la repúblique de Colombie Eduardo Santos,,.